# 長久手市立長久手中学校
長久手市立長久手中学校（ながくてしりつながくてちゅうがっこう）は、愛知県長久手市岩作平子にある公立中学校である。

## 概要
「あいさつ」が伝統となっている。校訓は「質実剛健」で教育目標は「探究：Research」、「創造：Creation」、「友愛：Humanity」、「奉仕：Service」、「健康：Health」である。

## 沿革
- 1947年（昭和22年） - 開校（現在の長久手市立長久手小学校に設置）。
- 1952年（昭和27年）9月 - 現在の場所に移転。
- 1984年（昭和59年）4月1日 - 長久手市立南中学校が新設されて一部生徒が移る。
- 2013年（平成25年）4月1日 - 長久手市立北中学校が開校されて一部生徒が移る。

## 学校行事
野外活動
2年生の5月に滋賀県近江八幡市に行き、市内にある国民休暇村に宿泊。そこで、筏作り、キャンプファイヤー、肝試し、市内巡りなどをクラスや班ごとで活動する。計2泊3日の活動を行う。
修学旅行
3年生の6月に東京方面に行き計2泊3日の活動を行う。東京ディズニーリゾートなどを見学。ただし、2011年3月11日に東日本大震災（東北地方太平洋沖地震）が発生したため、この年の3年生は、大阪方面に行き計2泊3日の活動を行った。
体育祭
毎年秋に行なわれる。学年別クラス対抗の形をとり、様々な競技で競う。また、体育競技とは別にクラスパフォーマンスが行なわれる。これは、各クラスが制限時間内でそれぞれの演技をするものである。そのため、体育祭優勝クラスとクラスパフォーマンス優勝クラスが2クラス存在することもある。
文化祭
毎年秋に行なわれる。合唱コンクールの意味も含まれてあり、計2日間の行事である。クラス別のイベント開催や、部活別の作品展示など幅広い活動が行なわれ、地域住民の門下開放も行なっている。
定期テスト（試験）
現在長久手中学校のテストは計5回行われるが、もともと1学期の中間テストはなかった。しかし現在は2・3年では「学年始めテスト」として4月の下旬頃に2日間行われるようになった。1年生は、4月ではなく5月の中旬にテストがある。
部活動
長久手中学校では、部活動の種類も豊富である。（下記の部活項目参照）そのため、自分の好きな部活を見つけることが可能。さらに、南中学校にない「陸上競技部」を設置。ただ、南中学校と違い女子のみという「バスケットボール部」「ソフトテニス部」が存在する。

## 部活動

### 体育・運動部
- サッカー部（男）
- バスケットボール部（女）
- バレーボール部（男・女）
- ソフトテニス部（女）
- 水泳部（男・女）
- 剣道部（男・女）
- 卓球部（男・女）
- 陸上部（男・女）

### 文化部
- 美術部
- 吹奏楽部

## 周辺
| - 香流川 - 長久手市役所 - 長久手市立長久手小学校 - JAあいち尾東 長久手支店 - 長久手交流プラザ - 長久手岩作郵便局 - イオンモール長久手 - 愛知高速交通東部丘陵線（リニモ） 長久手古戦場駅 - 古戦場公園 | - トヨタ博物館 - 名鉄バス名古屋営業所 - 長久手市民テニスコート - 長久手給食センター - 愛知県道6号力石名古屋線（グリーンロード） - 愛知県道57号瀬戸大府東海線 - 愛知県道60号名古屋長久手線（御富士線） - 愛知県道215号田籾名古屋線 - 愛知県道233号岩作諸輪線 |

## 著名な出身者
- 吉田一平（前・長久手市長、元・教育者）
- 川上ミネ（ピアニスト）

## 交通アクセス
- 愛知高速交通東部丘陵線（リニモ） 長久手古戦場駅より徒歩で約15分。
- 名鉄バス「大久手橋」バス停より徒歩で約5分。